# Пскент
Пскент (узб. Piskent / Пискент) — город (до 1966 года — посёлок), административный центр Пскентского района Ташкентской области Узбекистана.

## История
По приказу узбекского правителя Абдулла-хана II в XVI веке здесь была возведена медресе. Эта медресе была разобрана на кирпичи в 1890-х годах для постройки здания школы Пскента.

## География
Расположен в 14 км к югу от железнодорожной станции Тойтепа и в 60 км — от Ташкента.

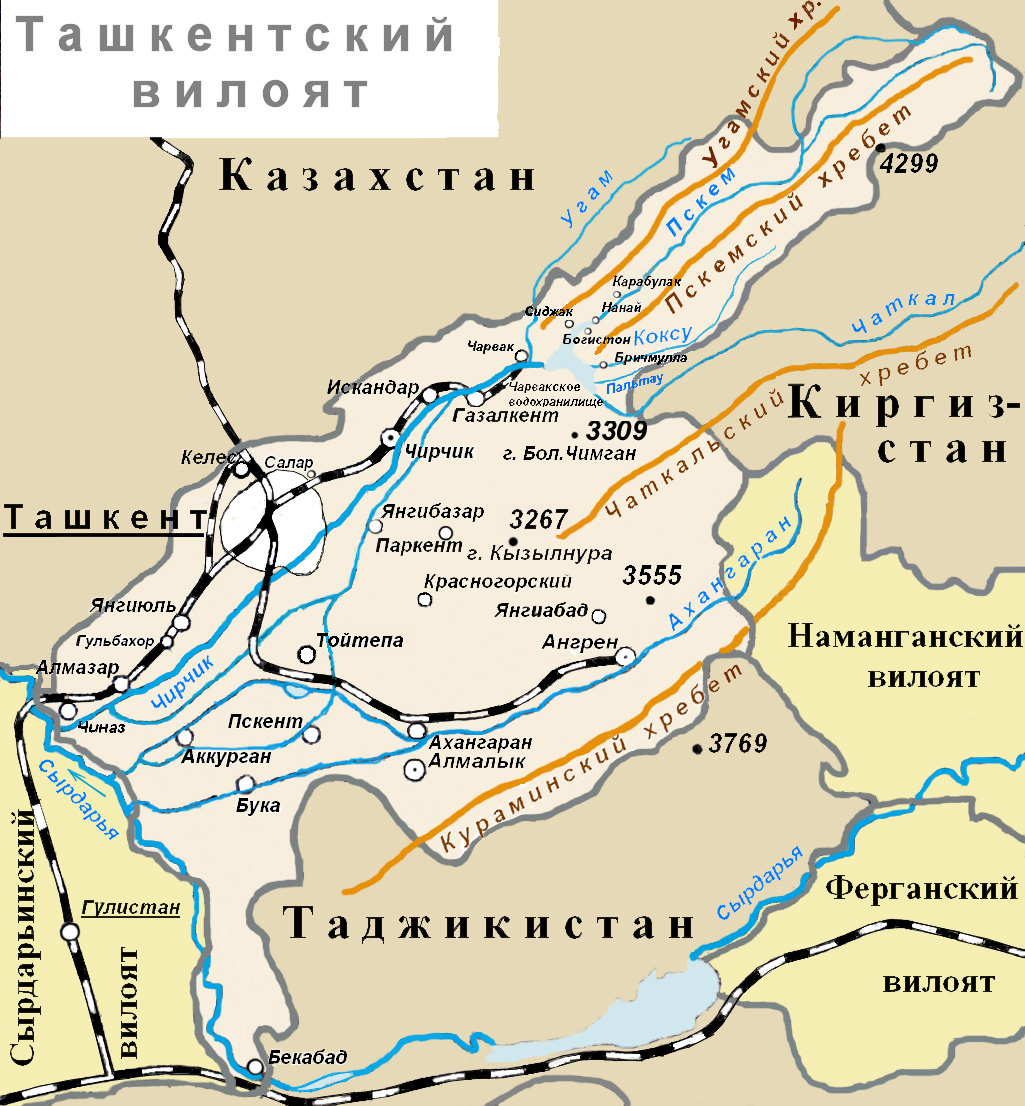
Карта-схема Ташкентской области (вилоята)

## Население
Население города — 90 400 жителей (2016).

## Промышленность
В городе имеются хлопкоочистительный, бетонный и кирпичный заводы.